# Daniel Goneau
Daniel Goneau (né le 16 janvier 1976) est un joueur professionnel canadien de hockey sur glace. Il a disputé 53 matchs dans la Ligue nationale de hockey avec les Rangers de New York de 1996 à 2000. Le reste de sa carrière, qui a duré de 1996 à 2009, s'est principalement déroulé dans les ligues mineures.